# تاديوز أندرس
تاديوز أندرس (بالبولندية: Tadeusz Anders)‏ هو ضابط بولندي، ولد في 12 يونيو 1902 في Błonie ‏ في بولندا، وتوفي في 7 يوليو 1995 في نيويورك في الولايات المتحدة.